# Băcești, Vaslui
Băcești este satul de reședință al comunei cu același nume din județul Vaslui, Moldova, România.

## Așezare
Comuna Băcești este situată la extremitatea nord-vestică a județului Vaslui, fiind așezată la confluența râului Bârlad cu pâraiele Crăiasa si Garbovat, prezentând un relief deluros, cu șesuri doar in văile apelor.
 Acest articol despre o localitate din județul Vaslui este deocamdată un ciot. Puteți ajuta Wikipedia prin completarea lui.